# بو هيرمانسون
بو هيرمانسون (بالسويدية: Bo Hermansson)‏ هو مونتير وكاتب سيناريو ومخرج ومخرج سويدي، ولد في 16 يونيو 1937 في أوبسالا في السويد.

## وصلات خارجية
- بو هيرمانسون على موقع IMDb (الإنجليزية)
- بو هيرمانسون على موقع أول موفي (الإنجليزية)
- بو هيرمانسون على موقع قاعدة بيانات الأفلام السويدية (السويدية)
- بو هيرمانسون على موقع قاعدة بيانات الفيلم (الإنجليزية)
- بو هيرمانسون على موقع كينوبويسك (الروسية)